# 899
| 899                |
| ------------------ |
| Dødsfald - Fødsler |
|                    |

| Gregoriansk kalender | 899 DCCCXCIX            |
| Ab urbe condita      | 1652                    |
| Armensk kalender     | 348 ԹՎ ՅԽԸ              |
| Kinesiske kalender   | 3595 – 3596 戊午 – 己未 |
| Etiopisk kalender    | 891 – 892               |
| Jødisk kalender      | 4659 – 4660             |
| Hindukalendere       |                         |
| - Vikram Samvat      | 954 – 955               |
| - Shaka Samvat       | 821 – 822               |
| - Kali Yuga          | 4000 – 4001             |
| Iransk kalender      | 277 – 278               |
| Islamisk kalender    | 286 – 287               |

Se også 899 (tal)

## Begivenheder
- Edvard den Ældre bliver konge af England

## Dødsfald
- 26. oktober – Alfred den Store
- 9. december – Arnulf af Karantanien, konge over de østlige frankere

| År | Spire Denne artikel om et år, årti, århundrede eller årtusinde er en spire som bør udbygges. Du er velkommen til at hjælpe Wikipedia ved at udvide den. |